# Couvent franciscain de Subotica
Le couvent franciscain de Subotica (en serbe cyrillique : Фрањевачки самостан у Суботици ; en serbe latin : Franjevački samostan u Subotici) est un couvent franciscain situé à Subotica, dans la province de Voïvodine et dans le district de Bačka septentrionale, en Serbie. Il est inscrit sur la liste des monuments de grande importance de la République de Serbie (identifiant no SK 1215).

## Présentation

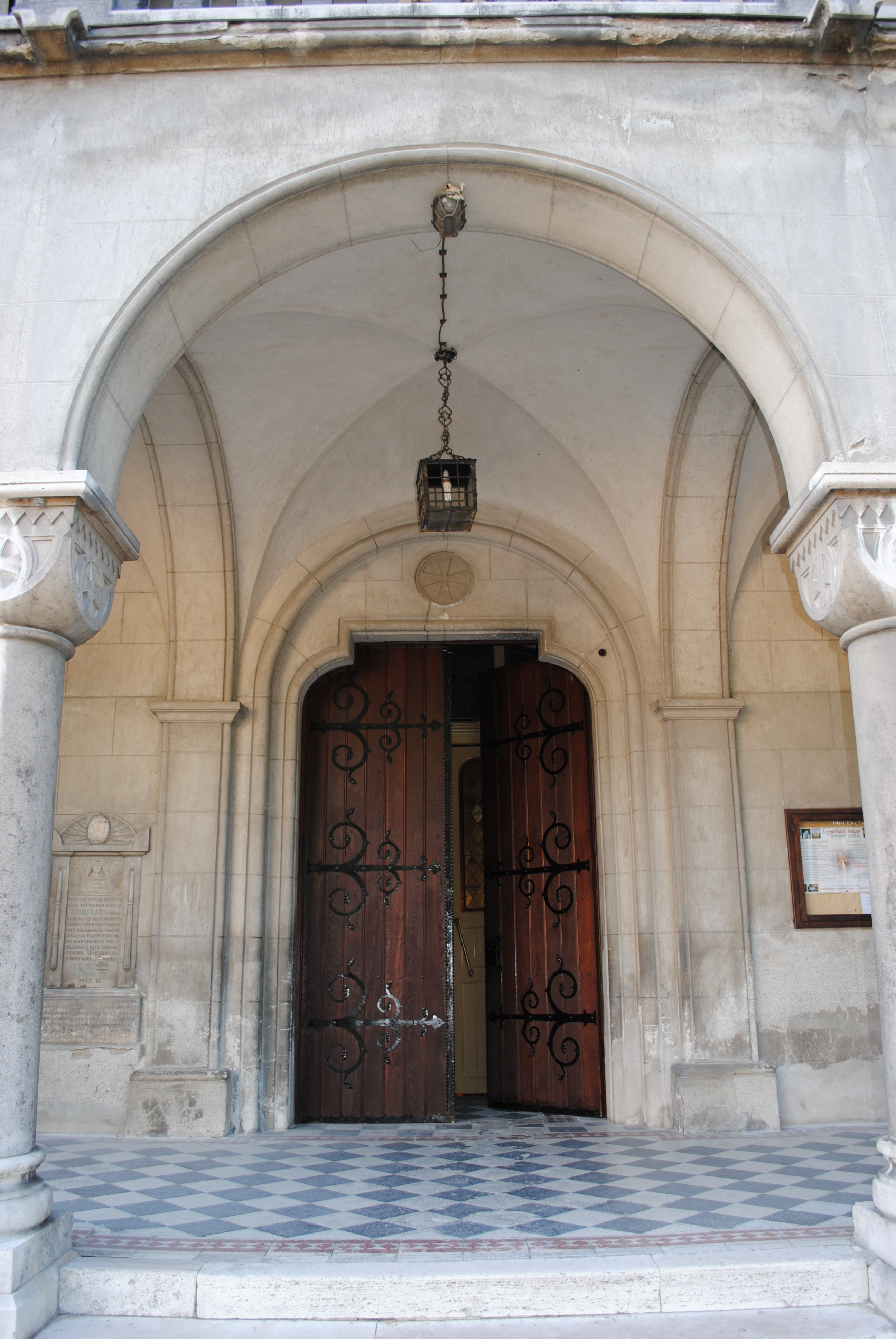
Détail de l'entrée de l'église

Le monastère franciscain et l'église Saint-Michel sont situés à l'emplacement de l'ancienne forteresse de Subotica, construite en 1439 grâce aux efforts de Jean Hunyadi qui voulait en faire un point stratégique de la lutte contre les Ottomans.
L'église a été construite en 1730 comme une extension de la chapelle construite en 1695 par les Franciscains dans la grande salle du premier étage de la tour de la forteresse, les autres pièces ayant été transformées en couvent en 1716. En 1731, la première école élémentaire de Subotica a ouvert ses portes dans le couvent puis, en 1747, le premier lycée qui, plus tard, est devenu la « haute école » de rhétorique et de philosophie. Le couvent de Subotica n'a pas été concerné par l'ordre de fermeture des couvents franciscains promulgué par l'empereur Joseph II.
Aujourd'hui, le rez-de-chaussée et l'étage s'organisent autour d'une cour rectangulaire ; aux deux niveaux, les couloirs sont dotés de voûtes sphériques. L'absence de décoration des façades est caractéristique de l'ordre franciscain.